# 보은대추축제
보은대추축제는 충청북도 보은군에서 개최하는 지역 특산물 관련 축전이다.

## 축제장소
주된 행사장소 보은읍 뱃들공원과 속리산 일원

## 축제기간
10월 중 10일간

## 슬로건
'대추는 과일이다'

## 소외부 링크
- 보은대추축제[깨진 링크(과거 내용 찾기)]